# Heinz Hirsacker
Heinz Hirsacker est un officier de la Kriegsmarine, commandant l'U-572 durant la Seconde Guerre mondiale.

## Biographie
Heinz Hirsacker naît le 14 août 1914 à Lübeck.
Il est condamné à mort par un tribunal militaire en 1943 pour lâcheté face à l'ennemi. Il est le seul commandant de sous-marin allemand à subir pareil jugement (Oskar-Heinz Kusch de l'U-154 est quant à lui condamné et exécuté pour sédition et défaitisme).
Le jugement n'est pas exécuté puisqu'il se suicide par arme à feu le 24 avril 1943, quelques mois avant que l'U-572 ne coule (3 août 1943).

## Sources
- (en) Eric C. Rust, Naval officers under Hitler : the story of Crew 34, New York, Praeger, 1991, 229 p. (ISBN 978-0-275-93709-6 et 0-275-93709-7, OCLC 22207273)
- (de) Lothar-Günther Buchheim, U-Bootkrieg, München  Zürich, Piper, 1998, 300 p. (ISBN 3-492-04042-X et 978-3-492-04042-6, OCLC 643112773)